# Người Anglo-Saxon

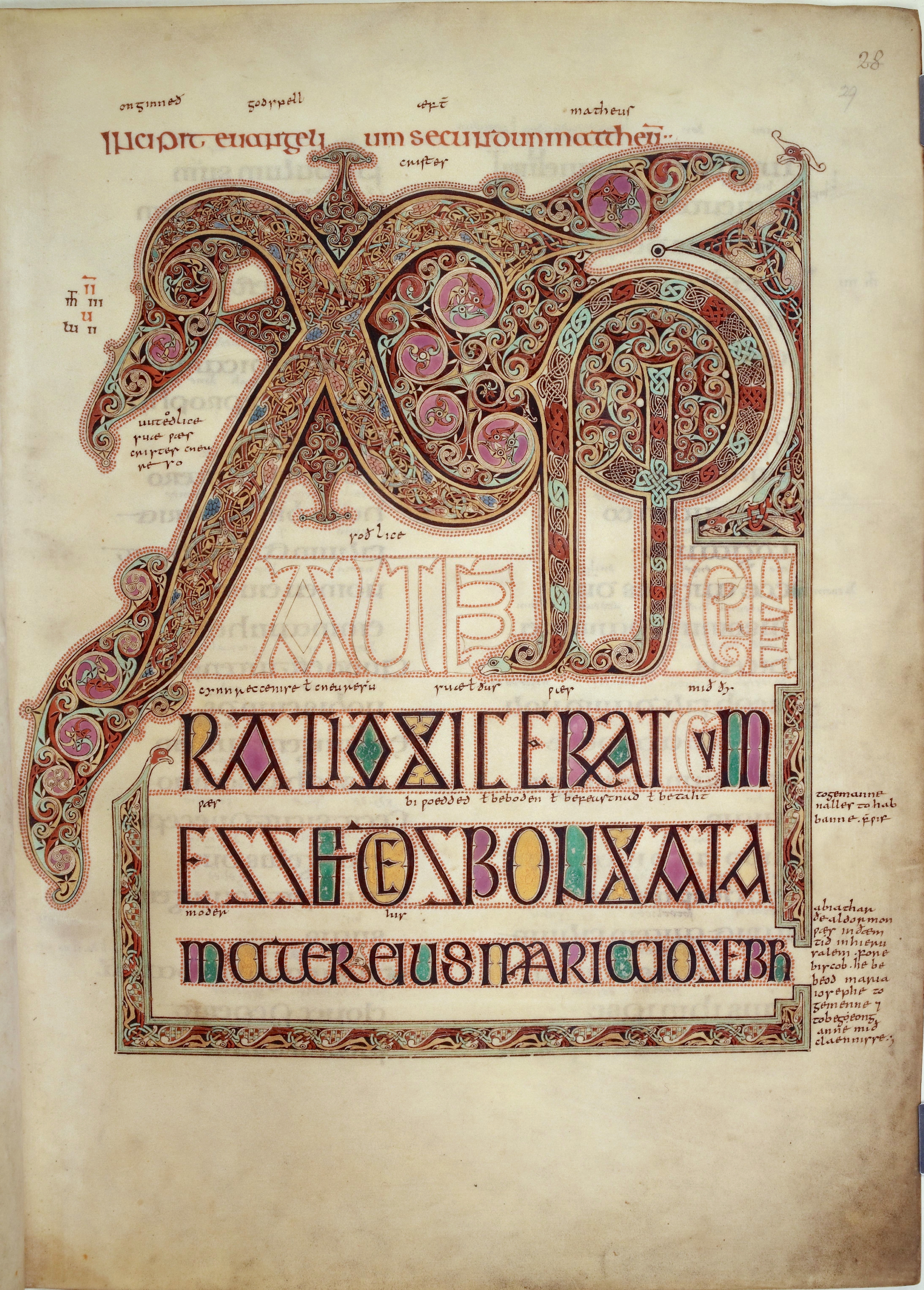
Trang có chứa mẫu tự hợp nhất Chi Rho từ cuốn Phúc âm Lindisfarne kh. 700, có thể do Eadfrith đảo Lindisfarne viết để tưởng nhớ Cuthbert.

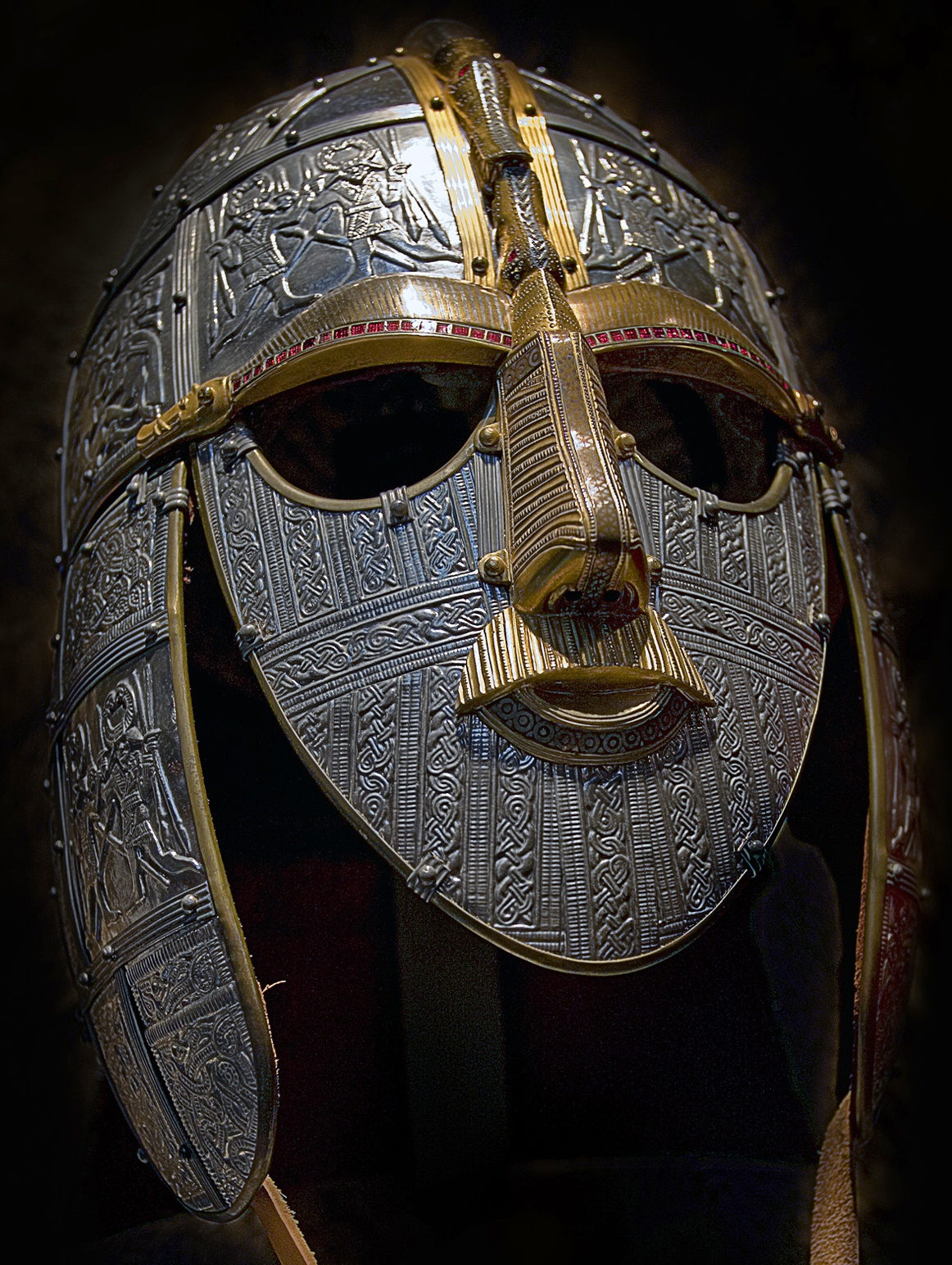
Phục chế hoàn chỉnh một chiếc mũ giáp Sutton Hoo, thể hiện nhiều điểm tương đồng với mũ giáp Vendel

Anglo-Saxon (phiên âm tiếng Việt là Ăng-lô Xắc-xông) hay Anh-Sắc là một dân tộc sống tại Đảo Anh từ thế kỷ 5 CN. Họ bao gồm những người có gốc từ các bộ lạc German tới từ lục địa châu Âu, và những cư dân bản địa tiếp nhận một số khía cạnh của văn hóa và ngôn ngữ Anglo-Saxon. Về mặt lịch sử, giai đoạn Anglo-Saxon ở Đảo Anh trải dài từ năm 450 tới năm 1066, khi mà người Norman xâm chiếm Anh.
Thuật ngữ từ Anglo-Saxon cũng được dùng để đề cập tới tiếng Anh cổ  và một ngôn ngữ được sử dụng bởi người Anglo-Saxon và con cháu của họ ở những vùng đất mà ngày nay là Anh Cát Lan và một vài phần đông nam Scotland từ giữa thế kỷ thứ 5 cho tới giữa thế kỷ thứ 12.
Tu sĩ Bede vào đầu thế kỷ 8 đã nhận định người Anh là hậu duệ của ba bộ tộc German:
- Người Angles, một bộ tộc bắt nguồn từ Angeln (ở miền bắc Đức ngày nay); Bebe viết rằng cả dân tộc Angles đến đảo Anh, bỏ hoang vùng đất cũ của họ.[5] Cái tên England (tiếng Anh cổ: Engla land và Ængla land) bắt nguồn từ bộ tộc này.[6]
- Người Sachsen, có nguồn gốc từ vùng Hạ Sachsen (thuộc Đức ngày nay; tiếng Đức: Niedersachsen) và các quốc gia thuộc vùng đất thấp.
- Người Jute, có từ bán đảo Jutland (thuộc Đan Mạch ngày nay, tiếng Đan Mạch: Jylland)

Ngôn ngữ của những bộ tộc này là tiếng Anh cổ, bắt nguồn từ nhóm ngôn ngữ Tây German. hay nói cách khác, tiếng Anh cổ chính là tiếng Đức cổ trong tiếng Đức gọi là  Niederdeutsch hay Plattdeutsch.

## Liên kết
- Photos of over 600 items found in the Anglo-Saxon Hoard in Staffordshire Sept. 2009 Lưu trữ ngày 9 tháng 2 năm 2010 tại Wayback Machine
- Anglo-Saxon gold hoard September 2009: largest ever hoard officially declared treasure
- Huge Anglo-Saxon gold hoard found, BBC News, with photos.
- Fides Angliarum Regum: the faith of the English kings
- Anglo-Saxon Origins: The Reality of the Myth by Malcolm Todd
- An Anglo-Saxon Dictionary
- Simon Keynes' bibliography of Anglo-Saxon topics Lưu trữ ngày 15 tháng 1 năm 2006 tại Wayback Machine